# Орнатский, Фёдор Степанович
Фёдор Степанович Орнатский (1849—1919) — профессор Киевской духовной академии, член учебного комитета при Св. синоде. Действительный статский советник

## Биография
Родился 18 (30) сентября 1849 года в Семёновском уезде Нижегородской губернии.
Окончил Киевскую духовную академию. Состоял в ней доцентом, затем — профессором по кафедре введения в основы богословия. В 1884 году получил степень магистра богословия за диссертацию «Учение Шлейермахера о религии».
В службе находился с 18 августа 1876 года, первый классный чин получил 14 июня 1884 года и 6 мая 1914 года был произведён в действительные статские советники. Был награждён орденами: Св. Станислава 2-й ст. (1895), Св. Анны 2-й ст. (1899), Св. Владимира 4-й ст. (1905).
Женился 11 июня 1899 года на дочери священника Серафиме Ивановне Диевской.
В 1910-х годах был членом Учебного комитета при Священном Синоде. Жил и умер 16 марта 1919 года в Гатчине. Похоронен на Гатчинском кладбище.